# 黄文秀
黄文秀（1989年4月18日—2019年6月17日），女，广西田阳人，中华人民共和国村官，曾任广西壮族自治区百色市委宣传部副科长、驻百色市乐业县新化镇百坭村第一书记。2019年6月17日凌晨，黄文秀在从百色返回乐业途中遭遇山洪暴发，因公殉职，得年30岁。

## 生平

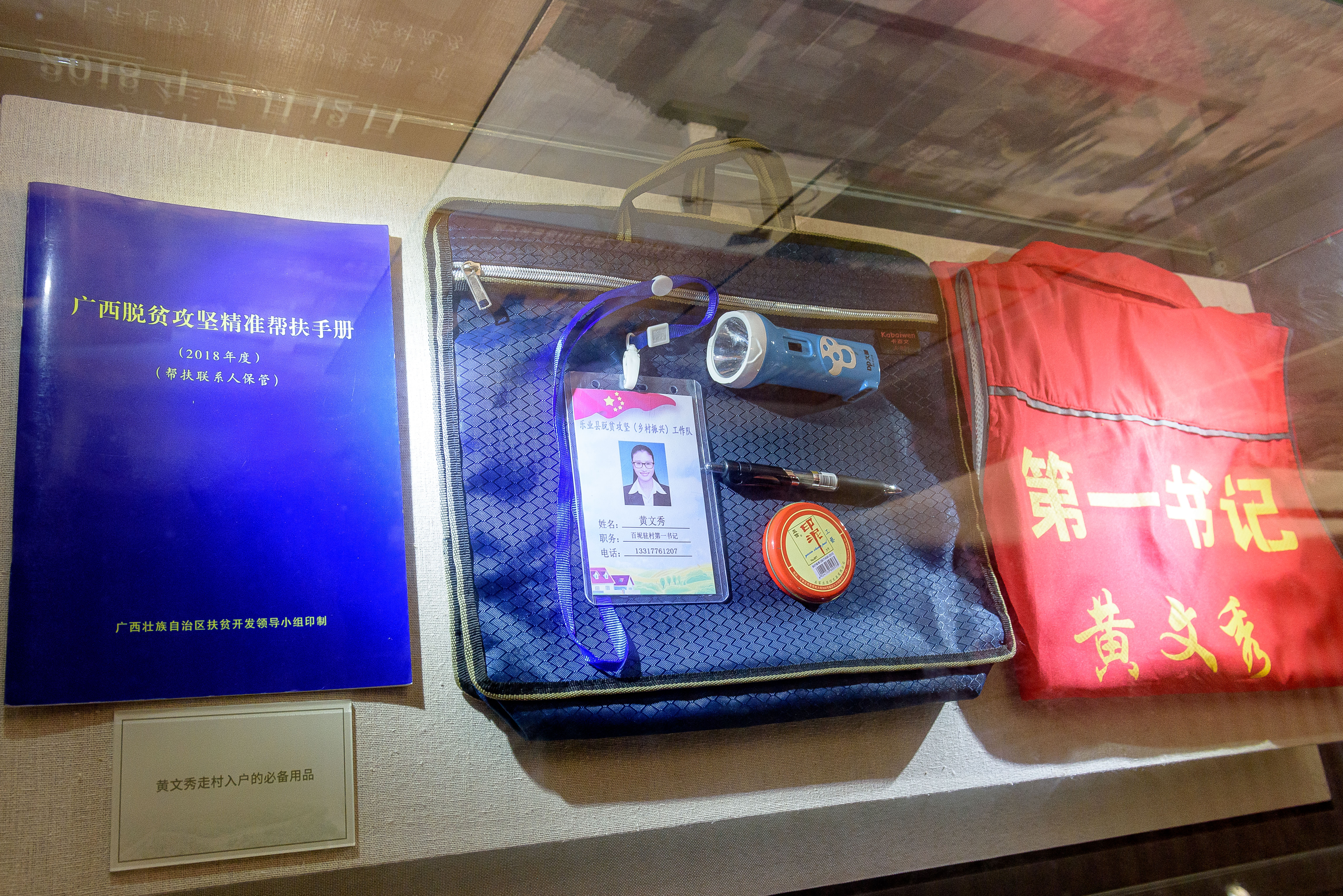
黄文秀走村入户的必备用品，现藏于百坭村黄文秀先进事迹展馆

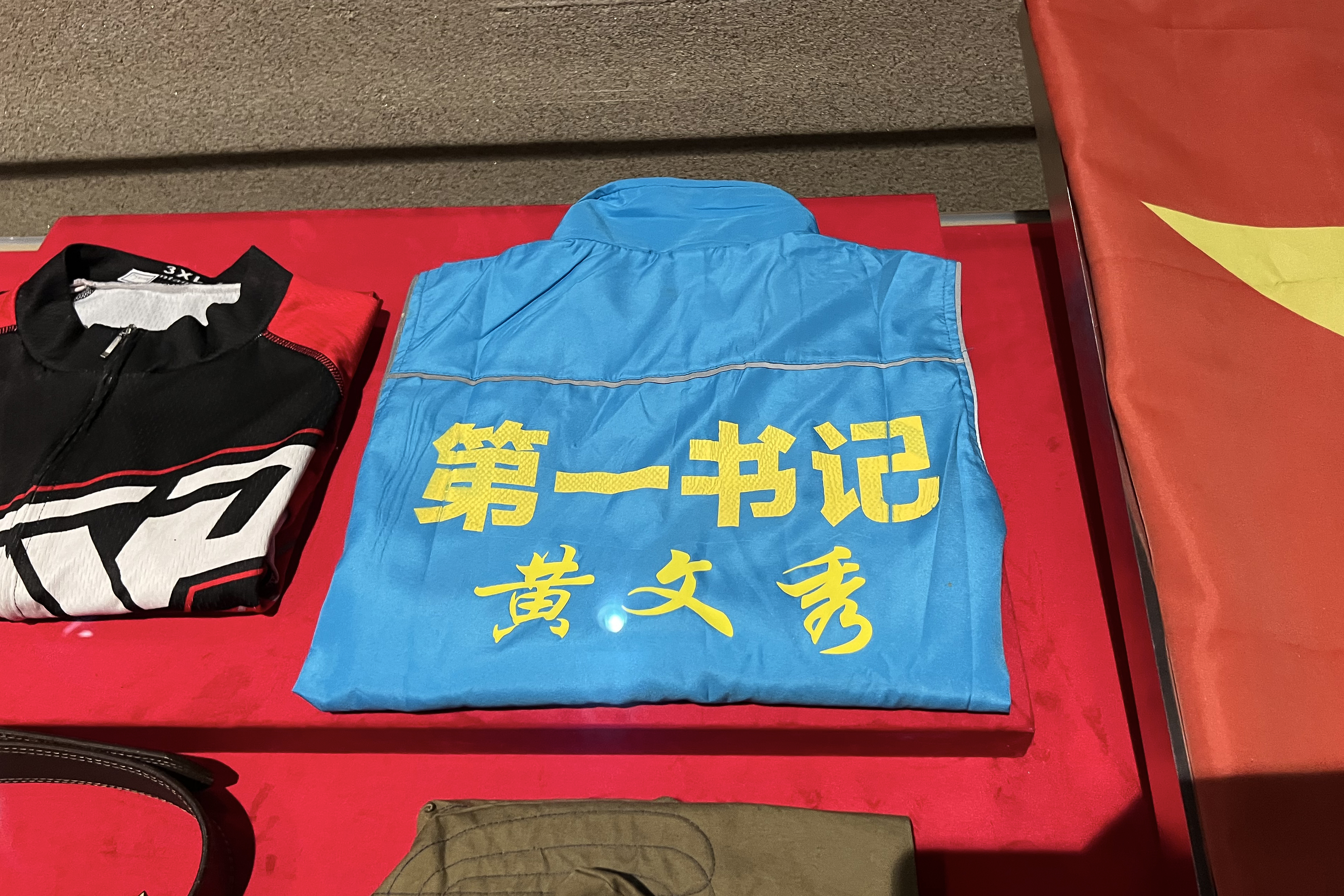
中国共产党历史展览馆展出的黄文秀驻村第一书记马甲

黄文秀于1989年4月18日出生于广西壮族自治区田阳县巴别乡德爱村多柳屯，后举家迁至田阳县城城郊。2008年考入长治学院思想政治教育专业，2011年6月加入中国共产党，毕业后于2013年考入北京师范大学哲学学院，2016年毕业并获得法学硕士学位。硕士毕业后作为优秀选调生到百色市委宣传部工作，2017年9月在田阳县那满镇挂职担任党委副书记，2018年3月被派驻乐业县新化镇百坭村任第一书记。派驻期间，带领全村2018年共计脱贫88户417人，百坭村贫困发生率从2018年3月的22.88%下降到2.71%，村集体经济项目增收翻倍，百坭村获得了百色市2018年度“乡风文明”红旗村荣誉称号。
2019年6月16日晚，凌云县伶站乡突降暴雨引发山洪，造成部分路段严重损毁。6月17日凌晨，刚在百色看望了重病的父亲的黄文秀驾车连夜返回乐业时失联。6月18日，搜救队员于下游河道发现黄文秀遗体，确认其因车辆被山洪冲走而遇难。6月22日，黄文秀告别仪式于百色举行。

## 荣誉与评价

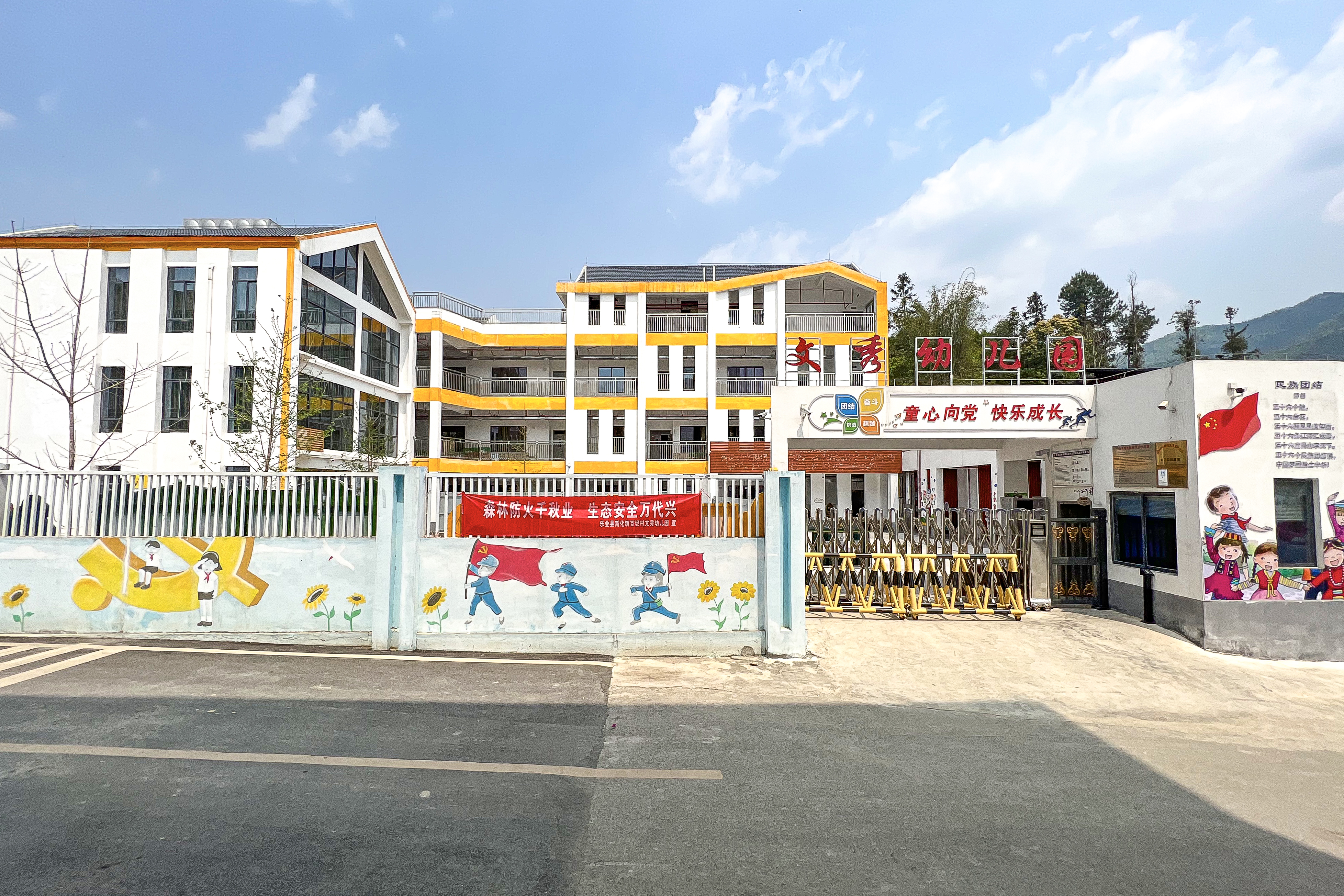
百坭村委会旁以黄文秀命名的文秀幼儿园

2019年6月，中共中央总书记、中华人民共和国主席、中共中央军委主席习近平对黄文秀同志先进事迹作出重要指示。
2019年6月21日，全国妇联追授黄文秀“全国三八红旗手”荣誉。6月28日，人力资源和社会保障部、国务院扶贫办追授黄文秀“全国脱贫攻坚模范”称号。7月1日，中宣部追授黄文秀“时代楷模”称号。7月2日，共青团中央、全国青联追授黄文秀“中国青年五四奖章”。7月，中华全国总工会决定追授黄文秀“全国五一劳动奖章”。
2019年6月20日，广西壮族自治区妇联追授黄文秀“广西三八红旗手”荣誉称号。6月23日，广西壮族自治区党委宣传部授予黄文秀“八桂楷模”称号。6月24日，广西壮族自治区党委追授黄文秀“自治区优秀共产党员”称号。共青团广西壮族自治区委员会追授黄文秀“广西青年五四奖章”。广西壮族自治区总工会追授黄文秀“广西五一劳动奖章”。
2019年6月，百色市委追授黄文秀为“百色市优秀共产党员”，百色市妇联追授黄文秀“百色市三八红旗手”称号。6月19日，乐业县委追授黄文秀为“县优秀共产党员”。
2019年7月28日，由人力资源和社会保障部、国务院扶贫办、广西壮族自治区党委政府在南宁共同举办黄文秀同志先进事迹报告会。
2019年9月，黄文秀被授予“全国敬业奉献模范”荣誉称号。
2019年10月，黄文秀被中共中央追授“全国优秀共产党员”称号。
2021年2月25日全国脱贫攻坚总结表彰大会上，因其在脱贫攻坚战中的杰出贡献与付出，被授予“全国脱贫攻坚楷模”。
2021年6月29日，获中共中央追授中共党内最高荣誉七一勋章。

### 以其命名的事物
- 百坭村：文秀幼儿园[35]、文秀卫生室[36]
- 百色市教育基金会：文秀班（百色市内截至2023年4月已有160个）[37]
- 长治学院思想政治教学研究部：黄文秀班

## 相关作品
- 壮剧《黄文秀》（2019年）
- 话剧《心中的长征》（2019年）[38]
- 民族歌剧《扶贫路上》（2020年）[39]
- 歌舞锡剧《追梦路上》（2020年）[40]
- 电影《秀美人生》（2020年，郎月婷饰黄文秀）
- 网络剧《黄文秀》（2021年，根据电影《秀美人生》的原素材剪辑而成[41]）
- 纪录片《文秀，你好》（2021年）
- 电视剧《大山的女儿》（2022年，杨蓉饰黄文秀）
- 电影《无穷之路之中国书记》（2023年，叶镇辉导演、陈贝儿、黄建新、刘伟强、李锦文、阮小清监制、博纳影业、英皇电影、中央新影、香港TVB出品、冯丹滢饰黄文秀）
- 动画连续剧《文秀姐姐》（2023年）[42]